# 貴島明日香
貴島 明日香（きじま あすか、1996年（平成8年）2月15日 - ）は、日本の女性ファッションモデル、女優、タレント、YouTuber、ABEMAのアナウンサーである。奈良県桜井市生まれ、兵庫県神戸市出身。トラペジスト所属。

## 来歴
兵庫県立舞子高等学校1年生の終わりに三宮センター街で関西のモデル事務所の女性スタッフにスカウトされ、レッスンを重ねる。高校3年時から本格的なモデル活動に入り、「神戸コレクション」、「関西コレクション」、「東京ランウェイ」などのショーに出演した。
19歳となる年の4月に上京。上京早々にサントリー「伊右衛門特茶」のテレビCMに出演し、その他の広告でもモデルを務める。さらにはミュージック・ビデオやテレビドラマにも出演するなど、活動の場を広げた。メンズファッション雑誌『warp MAGAZINE JAPAN』（トランスワールドジャパン）の連載企画「WHO’S THE Next」で、2号連続1位を獲得した。また、2回連続でSANNOMIYA COLLECTIONにて「KOBEみなとアンバサダー」に就任した。
2017年、20歳の時に『ZIP!』（日本テレビ）のオーディションに合格。同年4月3日から2022年4月1日まで『ZIP!』の第7代お天気キャスターを担当。これが貴島にとって初の生放送番組かつテレビレギュラー出演番組であった。
2021年6月には、ORICON NEWSが発表している「第17回 好きなお天気キャスター／天気予報士ランキング」で1位を獲得。
歴代お天気キャスターの中で、2年以上務めた者が貴島以外いない中、歴代在任最長記録を更新していたが、2022年3月25日放送のエンディングで卒業を発表。2022年4月1日の放送をもっておよそ5年間続けたお天気キャスターを卒業した。なお、お天気キャスターを務めている間、貴島は午前3時に起床していた。卒業後も『ZIP!』には同年6月から準レギュラーとして不定期に出演を続けている。
一方、『ZIP!』へのレギュラー出演開始後も引き続き高校生から始めていたモデルの仕事を続け、更に雑誌の仕事もしたい希望は持ち続けており、自らのアピールポイントとすべくInstagramなどに番組内で着用した衣装の投稿を続けてきた。そして22歳で「もう今回しか勝負できない」と体作りからポージングの練習、食事制限など「やれることはすべてやった」と意気込んで挑んだ『non-no』の専属モデルオーディションで合格を勝ち取り、2018年9月20日発売の『non-no』（集英社）11月号より同誌専属モデルを務める。同誌では2019年11月号で彼女が憧れていた新川優愛と初対面、さらに2022年6月号で初の表紙を飾った。
2019年8月24日、 『Kobe City Cruise Weeks』のアンバサダーに就任。11月2日に自身初となるカレンダーが発売。
2020年7月22日、「ねこがかわいいだけ展 ザ・ディスタンス!」の公式“にゃんバサダー”に就任。10月15日、公式YouTubeチャンネル「あすかさんち。」の開設を発表。11月24日には「MASK WEAR TOKYO」から貴島の愛猫「とわ」と「たいが」がデザインされた「ねこますく」が発売された。
2021年4月11日より、DAMチャンネルの18代目MCを務めている。
2022年4月25日、1st写真集『あすかしき。』（小学館）が発売された。8月4日にはABEMAの公式アナウンサーに就任。
2023年4月27日、スリムビューティハウスのイメージキャラクターに就任し、しなやかな曲線美で魅せる新ビジュアルが披露された。
2024年1月19日発売の『non-no』3月号をもって延べ5年余りに亘り在籍した同誌の専属モデルを卒業したが、卒業とほぼ同時期に同じ集英社の雑誌『BAILA』の専属モデルに起用された（2024年1月号 - ）。
2024年7月5日、9歳年上の映像ディレクターの男性との結婚を発表。

## 人物
- 5人兄妹（兄が2人、妹が2人）の長女である。
- 中学生の頃は「将来パソコン関係の仕事に就きたい」と漠然と思い、プログラミングやAdobe Photoshopを勉強したり、ペンタブでイラストを描いたりしていたものの、高校生になると将来の夢がなくなって「自分って何も持ってない」と感じるようになっていた。そんな矢先、高校1年生の頃に神戸で関西のモデル事務所にスカウトされたことをきっかけにモデルへの道を意識し始めた[12]。
- 好きな食べ物はラーメンとカレーライスとハンバーグで、特にチーズインハンバーグが好き。ハンバーグは週3日以上食べるほど好きだと語っている[29]。
- 好きなスイーツはモンブランケーキと和菓子。
- ハイボール、ウイスキーも好んでおり、自身のSNS上でも缶入りハイボールを嗜む写真がしばしば公開されている[30][31]。
- 魚が少し苦手。
- 趣味は散歩とゲーム。ゲームに至っては「ゲーム女子」といわれるほどで[32]Nintendo SwitchやPlayStation 4などのゲームや『エーペックスレジェンズ』などをよくプレイする。実名を隠してゲームで知り合った一般人と会ったりすることもある[33]。
- 特技はタイピング。貴島自身の発言によると、中学生時代は学年一早かった。また、情報処理検定の資格を高校生の時に取得、保持している。
- 10か月間だけではあるが、中学時代は柔道部に所属していたことがある。
- 高校ではアルバイトに取り組んでおり、部活動には所属していなかった。
- プロ野球は読売ジャイアンツのファン（2019年6月21日、東京ドームでの巨人対ソフトバンク戦（セ・パ交流戦）で始球式の経験あり[34]）であるが、幼少期に地元のグリーンスタジアム神戸=（現ほっともっとフィールド神戸）[注 5]を家族で訪れ、オリックス・ブルーウェーブの試合を観戦したことがあると、情報番組『ZIP!』（日本テレビ）でコメントしている[35]。
- 前述の通り『ZIP!』のお天気キャスターを担当していたが、貴島の家族が番組出演をとても喜んでおり、父親は貴島がお天気キャスターを担当していた約5年間の『ZIP!』を毎日録画し、さらに彼女の出演シーンを切り取って編集し続けていたという[12]。

## 出演

### テレビ番組

#### 現在
- ZIP!（日本テレビ）
  - お天気キャスター（2017年4月3日 - 2022年4月1日）[15]
  - 準レギュラー（2022年6月 - ）
- G735TV（テレビ埼玉） - MC[5]
- MIDTV（テレビ埼玉）- MC
- パズドラ（2021年6月6日 - 、テレビ東京）- バラエティパートのみ出演
- おとなの嗜呑（2023年12月2日 - 、BSJapanext）

##### 過去
- 今夜くらべてみました「猫なしで生きられない女」（2020年11月18日、日本テレビ） - 藤あや子、田中れいならとゲスト出演。
- 東京GOOD!（2021年7月5日 - 2022年3月14日 、テレビ東京）
- 夜光音楽スペシャル ボカロフェス2022（2022年5月5日、NHK）- MC[36]
- 注文の多い初キャンプ（2022年5月22日、テレビ朝日）- 横山由依、西村瑞樹（バイきんぐ）と共演。
- 帰れマンデー見っけ隊!!・肉歩き（2022年5月23日、テレビ朝日）- タカアンドトシ、高橋大輔、高木菜那、水谷隼と共演。
- すごい空見せます! 劇的気象ミュージアム（2022年7月29日、NHKBSP）
- 水バラ バスVS鉄道乗り継ぎ対決旅 14（2022年12月28日、テレビ東京）
- 突然ですが占ってもいいですか?（2023年1月、フジテレビ）[37]
- 神ゲー創造主エボリューション（2023年2月24日、NHK）- ゲーミングPC神（げ～みん）の声[38]
- ローカル鉄道 完全制覇の旅!廃線を行けるトコまで行ってみた2 (2023年8月5日、テレビ東京) [39]
- 辛ウマい飯（2024年1月7日、BS日テレ）[40]

### ドラマ

#### テレビ
- ディア・シスター（2014年、フジテレビ）
- 家売るオンナの逆襲 最終話（2019年3月13日、日本テレビ）- テレビリポーター 役
- 社内マリッジハニー（2020年11月13日 - 12月25日、MBS）- 新川茉里奈 役[41]
- ウチの娘は、彼氏が出来ない!! 第3話（2021年1月27日、日本テレビ）- 青葉 役
- ウソかホントかわからない やりすぎ都市伝説 ザ・ドラマ「予知夢」（2021年4月14日、テレビ東京）- 主演・エリ 役[42]
- バンクオーバー!〜史上最弱の強盗〜（2021年9月19日 - 26日、日本テレビ）- 猿渡小春 役[43]
- 警視庁・捜査一課長 Season6 第9話（2022年6月9日、テレビ朝日）- 只野空見 役[44]
- コンビニ★ヒーローズ〜あなたのSOSいただきました!!〜 第5話（2022年11月9日、関西テレビ 他） - 上岸サクラ 役[45]
- スーパーのカゴの中身が気になる私 第1話（2023年7月23日、中京テレビ） - 松坂詩織 役[46][47]
- 連続ドラマW 事件（2023年8月13日 - 9月3日、WOWOW） - 大崎志那子 役[48]
- 君が死ぬまであと100日 第7話（2023年12月5日、日本テレビ） - ひかり 役[49]

#### WEB
- 酒癖50（2021年8月5日、4話、ABEMA）
- ショート・プログラム「近況」（2022年3月1日 - 、Amazon Prime Video）- ヒロイン・高沢亜沙子 役[50]
- 私たち結婚しました シーズン4（2022年11月4日 - 、ABEMA）[51][52][53][54]

### 映画
- CUTIE HONEY -TEARS-（2016年）

### ラジオ
- Weekend Fun（2020年8月29日、レインボータウンFM）
- プレイステーション presents ライムスター宇多丸とマイゲーム・マイライフ（2021年5月13日、TBSラジオ）

### WEB番組
- ゆるふわたいむ（2022年7月17日 - 2023年3月、YouTube「ゆるふわたいむ」[注 6]）- 初代MC

### カラオケ
- DAMチャンネル（2021年4月11日 - 2023年3月）- MC

### ゲーム
- eBASEBALLプロ野球スピリッツ2021 グランドスラム（2021年7月、コナミ）- タレント・貴島明日香 役[55]

### CM
- エレメンタルストーリー（2015年8月22日）[56]
- ロッテ「サイモン利根川篇」
- サントリー 伊右衛門「特茶」・「特茶」カフェインゼロ
- エレメンタルストーリー「みんなで篇」
- ホンダ「Honda Cars」（近畿地区限定）
- しまむら「ワンピースであそぼう」
- イオン「TOPVALU HOME COORDY」（2017年）
- 資生堂「純白専科 すっぴん白雪美容液」（2019年）
- ひまわり証券株式会社(2019年12月20日)
- DHC ULUMiNISTA「毎日忙しいあなたのキレイを守る」篇（2020年4月17日 -）[57]
- ダンボールワン「段ボールを安く買いたい篇」「段ボールの置き場所に困る篇」（2020年）[58]
- ガリバー（2020年）
- ニッスイ「もち麦が入った!枝豆こんぶおにぎり」「もち麦が入った!梅ひじきおにぎり」『朝食レポーター篇』（2020年）[59]
- DHC「濃密うるみ カラーリップクリーム 」（2020年9月11日）
- Refrear「クリアコンタクトレンズ」（2020年）
- トレンドマイクロ「ウィルスバスターfor Home Network」（2020年）
- Air Doctor×ZIP!、紀陽除虫菊『携帯用エアドクター消臭剤』（2021年1月8日）
- YB-LAB.「グラマラスパッツ」（2021年11月27日 - ）[60]
- KATE「リップモンスター 」（2022年4月）
- Pierrot（2022年5月）
- クリニックフォア（2022年5月）
- FREEDiVE「MUGEN WiFi」
- アクティビジョン・ブリザード「コール オブ デューティ モダン・ウォーフェアII」「共闘」篇（2022年11月1日 - ）[61]
- ネクサスエージェント「イエリーチ」（2023年4月 - ）[62]
- 関西電力「引越すなら、電気もガスも関電！キャンペーン」[63]（2024年2月 - ）

### 広告
- 任天堂
- サンスター「Ora2」
- 食べログ
- 株式会社ワールド
- H.I.S「MaiMai」
- TOYOTA「I road」
- イオン「サイバーウィークハイパーセール」
- SHARP
- バンダイ「バンプレナビ」
- ユニバーサル・スタジオ・ジャパン
- SVENSON
- Wacoal
- ANAインターコンチネンタルホテル東京
- 関西コレクション 2014 SS - キービジュアル
- 千趣会
- コーセーコスメポート（ZIP!のみのCM。関東ローカル）
- FREEDiVE「AiR Wi-Fi」（タクシーCM）
- 令和４年度行政書士制度PRポスターモデル[64]
- 令和５年度行政書士制度PRポスターモデル
- ジーユー ニットメルトンノーカラーコート他
- スリムビューティーハウス[65]
- TVS REGZA「「ゲームするなら断然レグザ！」キャンペーン」（2023年9月6日- ) [66]
- アダストリア「GLOBAL WORK」[67]

### ミュージック・ビデオ
- 三代目J Soul Brothers from EXILE TRIBE「Feel So Alive」（2016年）

### イベント
- KOBE COLLECTION
- KANSAI COLLECTION
- TOKYO RUNWAY
- SAPPORO COLLECTION
- Fashion Cantata from KYOTO
- m-int kobe FashionShow
- NAMBA FASHION FESTA
- 日本女子博覧会
- OSAKA KAWAii!!
- MARUKO
- HARAJUKU WEEK
- IZA
- Rakuten GirlsAward 2023 AUTUMN/WINTER（2023年9月30日、幕張メッセ）[68]
- ミュゼプラチナム Presents SAPPORO COLLECTION 2023 AUTUMN／WINTER（2023年11月4日、北海きたえーる）[69]

## 書籍

### 雑誌
- non-no（2018年11月号 - 2024年3月号、集英社） - 専属モデル[19][26]
- BAILA（2024年1月号[28] - 、集英社） - 専属モデル[20][27]

### デジタル写真集
- スピ/サン グラビアフォトブック『Smile Tomorrow』（小学館 - 2020年6月29日発売）
- FRIDAYデジタル写真集『透明な素肌』（講談社 - 2021年1月29日発売）
- スピ/サン グラビアフォトブック『New World』（小学館 - 2021年2月15日発売）

### カレンダー
- 貴島明日香2020年カレンダー (トライエックス、2019年11月02日)
- 貴島明日香2021年カレンダー (トライエックス、2020年10月24日)
- 貴島明日香2022年カレンダー (トライエックス、2021年11月01日)
- 貴島明日香2023年カレンダー (トライエックス、2022年11月12日)
- 貴島明日香2024年カレンダー (トライエックス、2023年10月21日)

### 写真集
- あすかしき。（2022年4月25日発売、小学館、撮影：中村和孝、レスリー・キー、田口まき）[70]

### その他
- BIG ECHO FAN BOOK（宝島社、2023年1月11日発売）

## その他
- 一日警察署長 小岩警察署（2021年12月13日）[71]
- 一日警察署長 愛宕警察署（2022年3月10日）[72][73]